# Akialoa obscura
Akialoa-do-havai ou aquialoa-pequeno (Akialoa obscura) é uma espécie extinta de ave da família Fringillidae endémica do Havaí. Foi extinta devido à perda de habitat e o último registro da espécie foi em 1940.